# Comuna de Lubsko
Lubsko (polaco: Gmina Lubsko) é uma gminy (comuna) na Polónia, na voivodia da Lubúsquia e no condado de Żarski. A sede do condado é a cidade de Lubsko.
De acordo com os censos de 2004, a comuna tem 19 439 habitantes, com uma densidade 106,4 hab/km².

## Área
Estende-se por uma área de 182,69 km², incluindo:
- área agrícola: 46%
- área florestal: 43%

## Demografia
Dados de 30 de Junho 2004:
|                      | Total   | Total | Mulheres | Mulheres | Homens  | Homens |
| -------------------- | ------- | ----- | -------- | -------- | ------- | ------ |
|                      | pessoas | %     | pessoas  | %        | pessoas | %      |
| População            | 19 439  | 100   | 9955     | 51,2     | 9484    | 48,8   |
| Densidade (pop./km²) | 106,4   | 100   | 54,5     | 54,5     | 51,9    | 51,9   |

De acordo com dados de 2002, o rendimento médio per capita ascendia a 1780,37 zł.

## Subdivisões
- Białków, Chełm Żarski, Chocicz, Chocimek, Dąbrowa, Dłużek, Górzyn, Grabków, Kałek, Lutol, Mierków, Mokra, Osiek, Raszyn, Stara Woda, Tuchola Żarska, Tymienice, Ziębikowo.

## Comunas vizinhas
- Bobrowice, Brody, Gubin, Jasień, Nowogród Bobrzański, Tuplice